# Дворът с люлките
Дворът с люлките е български телевизионен игрален филм (психологическа драма) от 1966 година на режисьора Любен Морчев, по сценарий на Димитър Гулев .

## Сюжет
60-те години на ХХ век. Савата, Васил и Румен са приятели от детинство. Преди да отидат на абитуриентския си бал, изравят от задния двор с люлките запечатана бутилка, в която съхраняват клетвата, подписана с кръвта им и написана на времето, когато са си играли на тримата мускетари. Сега излизат от юношеството и навлизат в живота като зрели хора, различни по характер. Искреността и чувството за чест ги сближават и сякаш за първи път започват да осъзнават същността на думите, изречени в детството.
Ружа, момичето на Васил, се стреми да го обсеби и да го изолира от приятели и родители. А бащите на Васил и Румен са готови с цената на всичко да спестят разочарованията и трусовете в живота на синовете си. Но те са увлечени от Савата, който единствен е принуден сам да се грижи за себе си и майка си.
Младежите укрепват мъжката си дружба, като работят отново заедно през лятото в асфалтова база. Минали през трудностите с тежък физически труд, тримата дават достоен отговор на много въпроси, които ги терзаят. И преди да си кажат на добър час и всеки един от тях да поеме по своя собствен път, се прощават с щастливото си детство на последна среща в двора с люлките.
„Дворът с люлките“ е оpигинaлнa тeлeвизиoннa пocтaнoвĸa, напиcaнa cпeциaлнo зa рубриката "Teлeвизиoнен тeaтъp", като пpoдължeниe нa пиecaтa "Cлyчĸa oт лятoтo", от cъщия aвтop - Димитъp Гyлeв.

## Актьорски състав
| В главните роли              | Изпълнител                                              |
| ---------------------------- | ------------------------------------------------------- |
| Савата (Савичката)           | Стефан Мавродиев                                        |
| Васил (Васока)               | Руси Чанев                                              |
| Румен                        | Марин Янев                                              |
| бащата на Румен              | Кирил Янев                                              |
| д-р Василев, бащата на Васил | Иван Кондов                                             |
| Ружа, момичето на Васил      | Катя Паскалева                                          |
| приятелка на Румен           | Соня Маркова (не е посочена в надписите на филма)       |
|                              | Хари Тороманов (не е посочен в надписите на филма)      |
| майката на Савата            | Валентина Борисова (не е посочена в надписите на филма) |